# Baptisten in Island
Baptisten in Island gibt es erst seit Mitte des 20. Jahrhunderts. Seit 1994 sind sie staatlich anerkannte Religionsgesellschaft. Ihr Kirchengebäude befindet sich auf der südlichen Halbinsel von Island in Njarðvík, einer Stadt mit ca. 25.000 Einwohnern.

## Geschichte
In den 1950er Jahren versuchten einige baptistische Missionare, eine Kirche auf Island zu gründen. Aus dieser Arbeit ging die bislang einzige offizielle Baptistengemeinde in Island hervor, die First Baptist Church (isländisch: Fyrsta Baptista Kirkjan). 1999 gründeten das Pastorenehepaar Patrick und Vicky Weimer von der Organisation Baptist Missionary Family eine weitere Gemeinde, die Baptistakirkjan á Suðurnesjum, in der die Gottesdienste ausschließlich in isländischer Sprache abgehalten wurden. Diese Gemeinde schloss sich jedoch 2006 mit der Fyrsta Baptista Kirkjan zusammen. Das Ehepaar Weimer, das inzwischen die isländische Staatsbürgerschaft besitzt und ihren Namen entsprechend der isländische Tradition in Patrekur Vilhjámsson und Viktoría Karlsdóttir umgewandelt haben, versieht seit 2006 den pastoralen Dienst. Daneben arbeitet eine Missionarin der Bible Baptist fellowship in der isländischen Baptistenkirche. Von 1989 bis zum Gemeindezusammenschluss war Johnny G. Wright der Gemeindepastor. 
Unter dem Namen Garðabæ Baptista Kirkjan existiert eine baptistische Gemeindegründungsinitiative in der Region Reykjavík, in der ca. 200.000 Menschen leben. Sie zählt ca. 20 Gottesdienstteilnehmer.

## Lehre, Praxis, Statistik
Die Fyrsta Baptista Kirkjan beschreibt sich als bibeltreu. Sie ist autonom. Freundschaftliche Kontakte bestehen zu verschiedenen amerikanischen Baptistengemeinden.
Gottesdienste werden auf Englisch und auf Isländisch gehalten. Den Gottesdienst besuchen durchschnittlich 80–120 Leute. Offiziell registriert sind 36 Gemeindemitglieder, wovon ein Drittel unter 15 Jahren sind. Der Anteil an Baptisten pro 100.000 Einwohner beträgt 11,4. (Zum Vergleich: Österreich 16,1; Schweiz 22,7; Deutschland 91,9)